# Liga dos Campeões da CONCACAF de 2014–15 – Fase de Grupos
A Fase de Grupos da Liga dos Campeões da CONCACAF de 2014–15 foi disputada entre 5 de agosto de 2014 até 23 de outubro de 2014. Um total de 24 equipes competiram nesta fase.

## Sorteio
As 24 equipes foram distribuídas em oito grupos com três equipes cada, com cada grupo contendo uma equipe de cada pote. A alocação é baseada em cada associação nacional. Equipes do mesmo país não podem ser sorteados no mesmo grupo. O sorteio foi realizado em 28 de maio de 2014.
| Pote A       | Pote A      | Pote A               | Pote A             |
| ------------ | ----------- | -------------------- | ------------------ |
| León         | Pachuca     | Sporting Kansas City | New York Red Bulls |
| Alajuelense  | Olimpia     | Comunicaciones       | Tauro              |
| Pote B       |             |                      |                    |
| América      | Cruz Azul   | Portland Timbers     | D.C. United        |
| Saprissa     | Real España | Isidro Metapán       | Montreal Impact[A] |
| Pote C       |             |                      |                    |
| Municipal    | FAS         | Chorrillo            | Real Estelí        |
| Herediano[‡] | Bayamón FC  | Waterhouse           | Alpha United       |

A. ^ Não definido à época do sorteio.
‡. ^  A equipe do Belmopan Bandits de Belize entrou no sorteio, mas foi substituída pelo Herediano da Costa Rica após falhar nos requisitos mínimos do estádio.

## Grupos
Todos os horários em (UTC−4).

### Grupo 1
| Pos. | Equipe      | Pts | J | V | E | D | GP | GC | SG |
| ---- | ----------- | --- | - | - | - | - | -- | -- | -- |
| 1    | Pachuca     | 9   | 4 | 3 | 0 | 1 | 17 | 8  | +9 |
| 2    | Municipal   | 4   | 4 | 1 | 1 | 2 | 8  | 12 | –4 |
| 3    | Real España | 4   | 4 | 1 | 1 | 2 | 5  | 10 | –5 |

|             | MUN | PAC | ESP |
| ----------- | --- | --- | --- |
| Municipal   | —   | 3–7 | 3–0 |
| Pachuca     | 4–1 | —   | 4–1 |
| Real España | 1–1 | 3–2 | —   |

| 6 de agosto de 2014 | Pachuca                                         | 4 – 1     | Real España  | Estádio Hidalgo, Pachuca     |
| 20:00               | Gutiérrez 22', 53' · Lozano 27' · Nahuelpan 57' | Relatório | Mosquera 69' | Árbitro: CRC Ricardo Montero |

| 21 de agosto de 2014 | Real España | 1 – 1     | Municipal | Estádio Francisco Morazán, San Pedro Sula |
| 22:00                | Róchez 18'  | Relatório | Ruiz 54'  | Árbitro: PUR Javier Santos                |

| 27 de agosto de 2014 | Municipal                           | 3 – 7     | Pachuca                                                                             | Estádio Mateo Flores, Cidade da Guatemala |
| 22:00                | Ruiz 13', 75' (pen.) · De Souza 49' | Relatório | Hurtado 16' · Carreño 20', 45+2', 81' · Nahuelpan 38' (pen.), 90+1' · Gutiérrez 58' | Árbitro: USA Ricardo Salazar              |

| 17 de setembro de 2014 | Municipal           | 3 – 0     | Real España | Estádio Mateo Flores, Cidade da Guatemala |
| 22:00                  | Ávila 35', 54', 66' | Relatório |             | Árbitro: JAM Valdin Legister              |

| 24 de setembro de 2014 | Pachuca                                                        | 4 – 1     | Municipal | Estádio Hidalgo, Pachuca   |
| 20:00                  | De Buen 22' (pen.) · Nahuelpan 37' · Buonanotte 47' · Damm 61' | Relatório | López 65' | Árbitro: PUR Javier Santos |

| 22 de outubro de 2014 | Real España                    | 3 – 2     | Pachuca                    | Estádio Francisco Morazán, San Pedro Sula |
| 22:00                 | Delgado 3', 64' · Espinoza 34' | Relatório | Almeida 9' · Hurtado 45+1' | Árbitro: CRC Walter Quesada               |

### Grupo 2
| Pos. | Equipe               | Pts | J | V | E | D | GP | GC | SG |
| ---- | -------------------- | --- | - | - | - | - | -- | -- | -- |
| 1    | Saprissa             | 7   | 4 | 2 | 1 | 1 | 7  | 4  | +3 |
| 2    | Sporting Kansas City | 7   | 4 | 2 | 1 | 1 | 7  | 4  | +3 |
| 3    | Real Estelí          | 2   | 4 | 0 | 2 | 2 | 2  | 8  | –6 |

|                      | EST | SAP | KC  |
| -------------------- | --- | --- | --- |
| Real Estelí          | —   | 1–1 | 1–1 |
| Saprissa             | 3–0 | —   | 2–0 |
| Sporting Kansas City | 3–0 | 3–1 | —   |

| 6 de agosto de 2014 | Real Estelí  | 1 – 1     | Saprissa      | Estádio Independência, Estelí |
| 22:00               | Valiente 10' | Relatório | Rodríguez 65' | Árbitro: HON Raúl Castro      |

| 19 de agosto de 2014 | Real Estelí | 1 – 1     | Sporting Kansas City | Estádio Independência, Estelí  |
| 22:00                | Daniel 6'   | Relatório | Toni 16'             | Árbitro: SUR Enrico Wijngaarde |

| 26 de agosto de 2014 | Saprissa                | 3 – 0     | Real Estelí | Estádio Ricardo Saprissa Aymá, San José |
| 22:00                | Rodríguez 18', 74', 89' | Relatório |             | Árbitro: GUA Walter López               |

| 18 de setembro de 2014 | Sporting Kansas City             | 3 – 1     | Saprissa   | Sporting Park, Kansas City     |
| 20:00                  | Dwyer 14' (pen.) · Toni 69', 76' | Relatório | Bustos 28' | Árbitro: MEX Fernando Guerrero |

| 23 de setembro de 2014 | Sporting Kansas City               | 3 – 0     | Real Estelí | Sporting Park, Kansas City |
| 20:00                  | Bieler 13', 70' (pen.) · Zizzo 79' | Relatório |             | Árbitro: HON Oscar Moncada |

| 23 de outubro de 2014 | Saprissa                 | 2 – 0     | Sporting Kansas City | Estádio Ricardo Saprissa Aymá, San José |
| 22:00                 | Mora 22' · Rodríguez 46' | Relatório |                      | Árbitro: SLV Joel Aguilar               |

### Grupo 3
| Pos. | Equipe             | Pts | J | V | E | D | GP | GC | SG |
| ---- | ------------------ | --- | - | - | - | - | -- | -- | -- |
| 1    | Montreal Impact    | 10  | 4 | 3 | 1 | 0 | 6  | 2  | +4 |
| 2    | New York Red Bulls | 5   | 4 | 1 | 2 | 1 | 3  | 2  | +1 |
| 3    | FAS                | 1   | 4 | 0 | 1 | 3 | 1  | 6  | –5 |

|                    | FAS | MTL | NY  |
| ------------------ | --- | --- | --- |
| FAS                | —   | 2–3 | 0–0 |
| Montreal Impact    | 1–0 | —   | 1–0 |
| New York Red Bulls | 2–0 | 1–1 | —   |

| 5 de agosto de 2014 | Montreal Impact | 1 – 0     | FAS | Estádio Saputo, Montreal |
| 20:00               | Di Vaio 21'     | Relatório |     | Árbitro: CRC Hugo Cruz   |

| 20 de agosto de 2014 | FAS                           | 2 – 3     | Montreal Impact                    | Estádio Cuscatlán, San Salvador |
| 22:00                | Morán 33' · Teruel 51' (pen.) | Relatório | Romero 7' · Di Vaio 8', 60' (pen.) | Árbitro: MEX Paul Delgadillo    |

| 26 de agosto de 2014 | New York Red Bulls | 2 – 0     | FAS | Red Bull Arena, Harrison |
| 20:00                | Sène 11' · Sam 70' | Relatório |     | Árbitro: PAN John Pitti  |

| 17 de setembro de 2014 | Montreal Impact | 1 – 0     | New York Red Bulls | Estádio Saputo, Montreal |
| 20:00                  | Di Vaio 16'     | Relatório |                    | Árbitro: TRI Neal Brizan |

| 24 de setembro de 2014 | FAS | 0 – 0     | New York Red Bulls | Estádio Cuscatlán, San Salvador |
| 22:00                  |     | Relatório |                    | Árbitro: MEX Fernando Guerrero  |

| 22 de outubro de 2014 | New York Red Bulls | 1 – 1     | Montreal Impact | Red Bull Arena, Harrison      |
| 20:00                 | Lade 85'           | Relatório | McInerney 71'   | Árbitro: HON Héctor Rodríguez |

### Grupo 4
| Pos. | Equipe      | Pts | J | V | E | D | GP | GC | SG |
| ---- | ----------- | --- | - | - | - | - | -- | -- | -- |
| 1    | D.C. United | 12  | 4 | 4 | 0 | 0 | 6  | 1  | +5 |
| 2    | Waterhouse  | 6   | 4 | 2 | 0 | 2 | 7  | 5  | +2 |
| 3    | Tauro       | 0   | 4 | 0 | 0 | 4 | 2  | 9  | –7 |

|             | DC  | TAU | WAT |
| ----------- | --- | --- | --- |
| D.C. United | —   | 2–0 | 1–0 |
| Tauro       | 0–1 | —   | 1–2 |
| Waterhouse  | 1–2 | 4–1 | —   |

| 7 de agosto de 2014 | Tauro        | 1 – 2     | Waterhouse              | Estádio Rommel Fernández, Cidade do Panamá |
| 22:00               | Rentería 86' | Relatório | Campbell 2' · Earle 19' | Árbitro: HON Oscar Moncada                 |

| 20 de agosto de 2014 | D.C. United | 1 – 0     | Waterhouse | RFK Stadium, Washington, D.C. |
| 20:00                | Johnson 5'  | Relatório |            | Árbitro: HON Armando Castro   |

| 28 de agosto de 2014 | Waterhouse                                       | 4 – 1     | Tauro           | Independence Park, Kingston |
| 20:00                | Anderson 13', 55' · Samuels 34' · Williams 90+5' | Relatório | José Garcés 64' | Árbitro: GUY Sherwin Moore  |

| 16 de setembro de 2014 | Waterhouse | 1 – 2     | D.C. United        | Independence Park, Kingston |
| 20:00                  | Gray 71'   | Relatório | Espíndola 38', 50' | Árbitro: BAR Adrian Skeete  |

| 24 de setembro de 2014 | D.C. United               | 2 – 0     | Tauro | RFK Stadium, Washington, D.C. |
| 20:00                  | Pontius 48' · Johnson 55' | Relatório |       | Árbitro: CRC Hugo Cruz        |

| 21 de outubro de 2014 | Tauro | 0 – 1     | D.C. United  | Estádio Rommel Fernández, Cidade do Panamá |
| 20:00                 |       | Relatório | Shanosky 24' | Árbitro: MEX Roberto García                |

### Grupo 5
| Pos. | Equipe           | Pts | J | V | E | D | GP | GC | SG  |
| ---- | ---------------- | --- | - | - | - | - | -- | -- | --- |
| 1    | Olimpia          | 9   | 4 | 3 | 0 | 1 | 12 | 5  | +7  |
| 2    | Portland Timbers | 9   | 4 | 3 | 0 | 1 | 15 | 6  | +9  |
| 3    | Alpha United     | 0   | 4 | 0 | 0 | 4 | 1  | 17 | –16 |

|                  | ALP | OLI | POR |
| ---------------- | --- | --- | --- |
| Alpha United     | —   | 0–1 | 1–4 |
| Olimpia          | 6–0 | —   | 3–1 |
| Portland Timbers | 6–0 | 4–2 | —   |

| 5 de agosto de 2014 | Alpha United | 0 – 1     | Olimpia  | Estádio Providence, Georgetown |
| 20:00               |              | Relatório | Elís 17' | Árbitro: JAM Valdin Legister   |

| 19 de agosto de 2014 | Alpha United | 1 – 4     | Portland Timbers                                | Estádio Providence, Georgetown |
| 20:00                | Lilo 45'     | Relatório | Zakuani 18' · Urruti 34' · Adi 66' · Powell 84' | Árbitro: CRC Jeffrey Solis     |

| 28 de agosto de 2014 | Olimpia                                             | 6 – 0     | Alpha United | Estádio Tiburcio Carías Andino, Tegucigalpa |
| 22:00                | Lozano 19', 62' · Morazán 25' · Elvir 30', 55', 74' | Relatório |              | Árbitro: MEX César Ramos                    |

| 16 de setembro de 2014 | Portland Timbers                             | 4 – 2     | Olimpia                  | Providence Park, Portland |
| 22:00                  | Urruti 11', 57' · Johnson 26' · McKenzie 72' | Relatório | Álvarez 20' · Quioto 44' | Árbitro: PAN John Pitti   |

| 23 de setembro de 2014 | Portland Timbers                                                           | 6 – 0     | Alpha United | Providence Park, Portland    |
| 22:00                  | Jewsbury 11' · Fernández 37' · Nanchoff 50' · Paparatto 61', 88' · Adi 75' | Relatório |              | Árbitro: CRC Ricardo Montero |

| 21 de outubro de 2014 | Olimpia                    | 3 – 1     | Portland Timbers | Estádio Tiburcio Carías Andino, Tegucigalpa |
| 22:00                 | Lozano 4', 54' · Quioto 3' | Relatório | Zemanski 52'     | Árbitro: GUA Walter López                   |

### Grupo 6
| Pos. | Equipe      | Pts | J | V | E | D | GP | GC | SG |
| ---- | ----------- | --- | - | - | - | - | -- | -- | -- |
| 1    | Alajuelense | 6   | 4 | 1 | 3 | 0 | 4  | 3  | +1 |
| 2    | Cruz Azul   | 5   | 4 | 1 | 2 | 1 | 5  | 3  | +2 |
| 3    | Chorrillo   | 4   | 4 | 1 | 1 | 2 | 2  | 5  | –3 |

|             | ALA | CHO | CA  |
| ----------- | --- | --- | --- |
| Alajuelense | —   | 1–0 | 1–1 |
| Chorrillo   | 1–1 | —   | 1–0 |
| Cruz Azul   | 1–1 | 3–0 | —   |

| 5 de agosto de 2014 | Cruz Azul          | 1 – 1     | Alajuelense | Estádio Azul, Cidade do México |
| 20:00               | Giménez 54' (pen.) | Relatório | Alonso 64'  | Árbitro: CAN David Gantar      |

| 19 de agosto de 2014 | Chorrillo    | 1 – 0     | Cruz Azul | Estádio Maracaná, Cidade do Panamá |
| 22:00                | Arboleda 70' | Relatório |           | Árbitro: HON Héctor Rodríguez      |

| 28 de agosto de 2014 | Alajuelense | 1 – 0     | Chorrillo | Estádio Alejandro Morera Soto, Alajuela |
| 22:00                | Alonso 15'  | Relatório |           | Árbitro: USA Baldomero Toledo           |

| 16 de setembro de 2014 | Cruz Azul                                       | 3 – 0     | Chorrillo | Estádio Azul, Cidade do México |
| 20:00                  | Formica 15' · Valadéz 34' · Fabián 90+5' (pen.) | Relatório |           | Árbitro: SLV Marlon Mejia      |

| 25 de setembro de 2014 | Chorrillo  | 1 – 1     | Alajuelense   | Estádio Maracaná, Cidade do Panamá |
| 22:00                  | Moreno 23' | Relatório | Gutiérrez 18' | Árbitro: SLV Joel Aguilar          |

| 21 de outubro de 2014 | Alajuelense | 1 – 1     | Cruz Azul  | Estádio Alejandro Morera Soto, Alajuela |
| 22:00                 | Alonso 2'   | Relatório | Torrado 9' | Árbitro: SLV Elmer Bonilla              |

### Grupo 7
| Pos. | Equipe         | Pts | J | V | E | D | GP | GC | SG  |
| ---- | -------------- | --- | - | - | - | - | -- | -- | --- |
| 1    | Herediano      | 10  | 4 | 3 | 1 | 0 | 11 | 4  | +7  |
| 2    | León           | 7   | 4 | 2 | 1 | 1 | 10 | 6  | +4  |
| 3    | Isidro Metapán | 0   | 4 | 0 | 0 | 4 | 5  | 16 | –11 |

|                | HER | MET | LEO |
| -------------- | --- | --- | --- |
| Herediano      | —   | 4–0 | 2–1 |
| Isidro Metapán | 2–4 | —   | 2–4 |
| León           | 1–1 | 4–1 | —   |

| 5 de agosto de 2014 | Isidro Metapán | 2 – 4     | León                                       | Estádio Cuscatlán, San Salvador |
| 22:00               | Ramos 13', 87' | Relatório | Derley 7' · Franco 15' · Cárdenas 69', 81' | Árbitro: GUA Oscar Reyna        |

| 21 de agosto de 2014 | Herediano                                 | 4 – 0     | Isidro Metapán | Estádio Eladio Rosabal Cordero, Heredia |
| 22:00                | Ruiz 33', 45+3' · Aguilar 42' · Núñez 83' | Relatório |                | Árbitro: PUR William Anderson           |

| 27 de agosto de 2014 | León        | 1 – 1     | Herediano | Estádio León, León            |
| 20:00                | Boselli 89' | Relatório | Calvo 65' | Árbitro: HON Melvin Matamoros |

| 18 de setembro de 2014 | Isidro Metapán                | 2 – 4     | Herediano                      | Estádio Cuscatlán, San Salvador |
| 22:00                  | Parkes 21' · Monterrosa 90+3' | Relatório | Núñez 33', 61' · Ruiz 73', 89' | Árbitro: PAN Jafeth Perea       |

| 24 de setembro de 2014 | Herediano                | 2 – 1     | León          | Estádio Eladio Rosabal Cordero, Heredia |
| 22:00                  | Gómez 12' · Granados 70' | Relatório | Hernández 88' | Árbitro: CAN David Gantar               |

| 23 de outubro de 2014 | León                            | 4 – 1     | Isidro Metapán | Estádio León, León      |
| 20:00                 | Ruíz 55', 65' · Rivera 81', 89' | Relatório | Muñoz 88'      | Árbitro: PAN John Pitti |

### Grupo 8
| Pos. | Equipe                 | Pts | J | V | E | D | GP | GC | SG  |
| ---- | ---------------------- | --- | - | - | - | - | -- | -- | --- |
| 1    | América                | 10  | 4 | 3 | 1 | 0 | 19 | 3  | +16 |
| 2    | Comunicaciones         | 7   | 4 | 2 | 1 | 1 | 8  | 3  | +5  |
| 3    | Puerto Rico Bayamón FC | 0   | 4 | 0 | 0 | 4 | 2  | 23 | –21 |

|                        | AME  | COM | BAY |
| ---------------------- | ---- | --- | --- |
| América                | —    | 2–0 | 6–1 |
| Comunicaciones         | 1–1  | —   | 5–0 |
| Puerto Rico Bayamón FC | 1–10 | 0–2 | —   |

| 7 de agosto de 2014 | Comunicaciones                                       | 5 – 0     | Puerto Rico Bayamón FC | Estádio Cementos Progreso, Cidade da Guatemala |
| 22:00               | Blackburn 9', 28', 48' · Herrera 21' · Miranda 90+2' | Relatório |                        | Árbitro: DOM Sandy Vazquez                     |

| 19 de agosto de 2014 | América                                                                 | 6 – 1     | Puerto Rico Bayamón FC | Estádio Azteca, Cidade do México |
| 20:00                | Velasco 6' · Arroyo 8' · Alvarado 14' · Zúñiga 20', 90+3' · Burón 45+3' | Relatório | Walker 60'             | Árbitro: SLV Marlon Mejia        |

| 26 de agosto de 2014 | Comunicaciones | 1 – 1     | América    | Estádio Cementos Progreso, Cidade da Guatemala |
| 22:00                | Blackburn 28'  | Relatório | Peralta 5' | Árbitro: CRC Henry Bejarano                    |

| 17 de setembro de 2014 | Puerto Rico Bayamón FC | 1 – 10    | América                                                                         | Estádio Juan Ramón Loubriel, Bayamón |
| 20:00                  | Ramos 48'              | Relatório | Rey 3', 5', 35' · Burón 4' · Díaz 14' · Zúñiga 42', 58', 87' · Sánchez 67', 88' | Árbitro: DOM Sandy Vasquez           |

| 25 de setembro de 2014 | Puerto Rico Bayamón FC | 0 – 2     | Comunicaciones              | Estádio Juan Ramón Loubriel, Bayamón |
| 20:00                  |                        | Relatório | Contreras 19' · Estrada 86' | Árbitro: NCA Oscar Davila            |

| 21 de outubro de 2014 | América          | 2 – 0     | Comunicaciones | Estádio Azteca, Cidade do México |
| 20:00                 | Peralta 35', 51' | Relatório |                | Árbitro: USA Mark Geiger         |